# نادي داماش غيلان
نادي داماش غيلان (بالفارسية: داماش گیلان) ، هي نادي رياضي إيراني لكرة القدم، أسست سنة 1983م، وتقع مقرها في مدينة رشت.

## وصلات خارجية
- الموقع الرسمي لنادي داماش کيلان(العربية)
- Official Website